# Фредерик Селоус
Фредерик Кортни Селоус (на английски: Frederick Courteney Selous) е английски пътешественик, армейски офицер, ловец, изследовател на Африка.

## Произход и ранни години (1851 – 1871)
Роден е на 31 декември 1851 година в Лондон, Англия, едно от петте деца на аристократично семейство с френски и хугенотски произход. Баща му, Фредерик Локс Слъс (1802 – 1892), е президент на Лондонската фондова борса, а майка му, Ан Холгейт Шерборн (1827 – 1913), е поет.
От най-ранна възраст Селоус е привлечен от историите за изследователи и техните приключения. Освен това, докато е в училище, започва да създава лична колекция от различни яйца на пеперуди и птици и да изучава естествена история.
Първоначално учи в Тотнъм (Северен Лондон), след това в Училището „Ръгби“ (в Ръгби) и накрая в Германия и Австрия, и се готви да стане лекар, както желаят родителите му, но увлечението му към естествените науки и дивата природа променят възгледите му. Въображението му е силно подхранвано от литературата за африканското изследване и лов на д-р Дейвид Ливингстън и по-специално от Уилям Чарлз Балдуин.

## Изследвания в Африка (1872 – 1892)
През 1872 пристига в Кейптаун и в продължение на 20 години провежда ловни експедиции и изследвания в обширни райони в Южна Африка. В началото се отправя в областта Матабелеленд, където получава разрешение от местния вожд на племето ндебеле Лобенгула да ловува в неговите владения. След това изследва малко изследваните дотогава райони в северната част на Трансваал, платото Матабеле в Южна Родезия (сега Зимбабве) и част от басейните на реките Замбези, в т.ч. Централна Замбия и Лимпопо. Събира множество екземпляри от екзотични животни за европейски музеи и частни колекционери. Благодарение на неговите пътешествие са опознати, изследвани и картирани (в неговите експедиции винаги присъстват топографи) големи части от Зимбабве. Извършва етнографски изследвания, и във всичките си странствания поддържа много добри отношения с местните племена, в т.ч. и с тези, които дотогава не са виждали бял човек.
През 1890 по молба на Сесил Роудс постъпва на служба в Британската Южноафриканска компания, работейки като преводач и разузнавач на експедициите изследващи Южна Родезия. Ръководи строежа на 400-километров път от Трансваал на север за Родезия.
През 1892 заминава за Англия след двадесетгодишно отсъствие и през декември същата година е награден с медал от Кралското географско дружество за своите изследвания, които описва в излязлата от печат книга „Travel and Adventure in South-East Africa: Being the Narrative of the Last Eleven Years Spent By the Author on the Zambesi and Its Tributaries; With an Account of the Colonisation of Mashunaland and the Progress of the Gold Industry in That Country“, (1893).

## Военна кариера (1893 – 1917)
През 1893 г., Селоус се връща в Африка, за да участва във войната против племето матабеле и е ранен по време на настъплението срещу Булавайо. След приключването на войната, отново се връща в Англия, жени се за 20-годишната Мария Катрин Гладис Мади, дъщеря на свещеник, и заедно със съпругата си през март 1896 се заселва в имение в Зимбабве. Същата година започва нова война срещу матабеле, в която той също участва като възглавява отряд, сформиран от преселници в Булавайо. Участието си в двете военни кампании Селоус описва в книгата си „Sunshine & Storm in Rhodesia: Being a Narrative of Events in Matabeleland Both Before and During the Recent Native Insurrection Up to the Date of the Disbandment of the Bulawayo Field Force“, (1896).
По време на Първата световна война, на 64-годишна възраст, Селоус се присъединява към Британската армия в състава на 25-и кралски стрелкови батальон и взема участие в боевете срещу германските колониални сили в Източна Африка. На 4 януари 1917 година в боевете около река Руфиджи в Танзания е застрелян от немски снайперист. Точно една година по-късно, на 4 януари 1918 във Франция загива и синът му Фредерик Брюс Хазерли.

## Памет
- Неговото име носи национален ловен парк Селоус (9°00′ ю. ш. 37°24′ и. д. / 9° ю. ш. 37.4° и. д.), в Югоизточна Танзания.